# Втрати проросійських сил внаслідок російського вторгнення в Україну (2016)

## Лютий
| Кількість | Світлина | Прізвище, ім'я, по батькові, місце проживання           | Місце       | Дата смерті/ смертельного поранення | Обставини смерті            |
| --------- | -------- | ------------------------------------------------------- | ----------- | ----------------------------------- | --------------------------- |
| 1         |          | Лєбедєв Євген Олександрович, 17 серпня 1992, м. Донецьк | м. Мар'їнка | 18 лютого                           | Ліквідований під Мар'їнкою. |

## Березень
| Кількість | Світлина | Прізвище, ім'я, по батькові, місце проживання                       | Місце       | Дата смерті/ смертельного поранення | Обставини смерті                                                                                                   |
| --------- | -------- | ------------------------------------------------------------------- | ----------- | ----------------------------------- | --- |
| 1         |          | Требушков Михайло Миколайович («Шериф»), 6 квітня 1988, м. Харцизьк | м. Авдіївка | 15 березня                          | Бойовик бандформування «Восток», колишній військовослужбовець ВВ МВС України, ліквідований в Авдіївській промзоні. |

## Квітень
| Кількість | Світлина | Прізвище, ім'я, по батькові, місце проживання                         | Місце                         | Дата смерті/ смертельного поранення | Обставини смерті                    |
| --------- | -------- | --------------------------------------------------------------------- | ----------------------------- | ----------------------------------- | ----------------------------------- |
| 2         |          | Фатун Олексій Іванович («Падре»), 1 грудня 1983, м. Донецьк «Одесса»  | м. Авдіївка, шахта «Лідіївка» | 20 квітня                           | Підірвались на міні.                |
| 1         |          | Шаманський Микола Сергійович («Шаман»), 7 листопада 1989, м. Алчевськ | м. Ясинувата                  | 22 квітня                           | Ліквідований в районі м. Ясинувата. |

## Травень
| Кількість | Світлина | Прізвище, ім'я, по батькові, місце проживання | Місце                      | Дата смерті/ смертельного поранення | Обставини смерті |
| --------- | -------- | --------------------------------------------- | -------------------------- | ----------------------------------- | --- |
| 1         |          | «Муха»                                        | с. Тарамчук, смт. Оленівка | 5 травня 2016                       | Бойовик бандформування 100-а ОМСБр т.зв 1-ого «Армійського корпусу» ДНР. Знищений українськими військовими під час атаки українських позицій у складі ворожої ДРГ. |

## Червень
| Кількість | Світлина | Прізвище, ім'я, по батькові, місце проживання                       | Місце         | Дата смерті/ смертельного поранення | Обставини смерті                                            |
| --------- | -------- | ------------------------------------------------------------------- | ------------- | ----------------------------------- | ----------------------------------------------------------- |
| 1         |          | Буряков Олег Олександрович («Осколок»), 14 травня 1997, м. Кадіївка | смт. Калинове | 28 червня 2016                      | Бойовик козачого бандформування, вбитий біля смт. Калинове. |

## Липень
| Кількість | Світлина | Прізвище, ім'я, по батькові, місце проживання                     | Місце       | Дата смерті/ смертельного поранення | Обставини смерті                      |
| --------- | -------- | ----------------------------------------------------------------- | ----------- | ----------------------------------- | ------------------------------------- |
| 1         |          | Бредихін Сергій Васильович («Серьога»), 25 червня 1971, м. Москва | м. Горлівка | 7 липня                             | Підірвався на міні в районі Горлівки. |

## Жовтень
| Кількість | Світлина | Прізвище, ім'я, по батькові, місце проживання | Місце                     | Дата смерті/ смертельного поранення | Обставини смерті |
| --------- | -------- | --- | ------------------------- | ----------------------------------- | --- |
| 4         |          | Титов Денис Олегович, 18 лютого 1990, м. Антрацит Гончаров Сергій Валерійович, 28 січня 1977, м. Дружківка Козирєв Андрій Олександрович, 3 вересня 1983, м. Антрацит Хайман Дмитро Володимирович, 8 січня 1985, с. Успенка | с. Сокільники с. Кримське | 2 жовтня                            | Члени козачого бандформування. У складі ворожої ДРГ здійснили спробу прориву українських позицій в районі сіл Сокільники та Кримське. Ліквідовані вогнем українських танків, за іншою інформацією підірвались на міні. |

## Грудень
| Кількість | Світлина | Прізвище, ім'я, по батькові, місце проживання                                                                                     | Місце                               | Дата смерті/ смертельного поранення | Обставини смерті                                   |
| --------- | -------- | --- | ----------------------------------- | ----------------------------------- | -------------------------------------------------- |
| 1         |          | Ноздрін Ігор Сергійович («Гаррі»), 29 червня 1987, м. Макіївка                                                                    | с. Спартак                          | 1 грудня                            | Сапер бандформування «Восток», підірвався на міні. |
| 2         |          | Кирпань Руслан Володимирович, 2 січня 1977, м. Батайськ, Ростовська область Асеєв Денис Миколайович, 18 січня 1986, м. Дебальцеве | м. Світлодарськ, Світлодарська дуга | 18 грудня                           | Ліквідовані в ході боїв на Світлодарській дузі.    |
| 2         |          | Шевченко Олександр Сергійович,21 січня 1978, м. Ровеньки Баталов Сергій Юрійович, 28 серпня 1984, м. Ровеньки                     | с. Жовте                            | 19 грудня                           | Ліквідовані в районі с. Жовте                      |

## Різне

### Обставини загибелі уточнюються
1. Крохун Олексій Володимирович[48][49], м. Владивосток, 26 років, ліквідований не пізніше 25 квітня 2016, ймовірно військовослужбовець ЗС РФ, оскільки був нагороджений російським бойовим орденом (посмертно)[50][51][52].
2. Грядушко Андрій Володимирович («Борман»)[53][54][55], 5 або 22 листопада 1992, м. Брянськ, ліквідований[46][56]

за однією інформацією 11 грудня за іншою — 29 грудня 2016 р.
1. Жданов Віталій Сергійович («Мурман»)[57], 20 травня 1971, м. Мурманськ, бойовик, помер в Донецьку від поранення у легені 16 або 18 грудня[58][59][60][61][62][63].
2. Слюсаренко Роман Олександрович («Рем»)[64][65][66], 7 березня 1984, м. Докучаєвськ, ліквідований снайпером 16 грудня[67][68][46]